# امیرآباد (کوثر)
امیرآباد روستایی در دهستان سنجبدجنوبی بخش فیروز شهرستان کوثر استان اردبیل ایران است.

## جمعیت
بر پایه سرشماری عمومی نفوس و مسکن در سال ۱۳۹۵ جمعیت این مکان ۶۰ نفر (۱۵خانوار) بوده‌است.